# Ронко Тононе (Бјела)
Ронко Тононе је насеље у Италији у округу Бијела, региону Пијемонт.
Према процени из 2011. у насељу је живело 37 становника. Насеље се налази на надморској висини од 594 м.